# 劉澯
劉澯（1504年—1563年），字汝靜，號雲藪，湖廣黃州府麻城縣人，民籍，明朝政治人物。

## 生平
嘉靖元年（1522年）壬午科湖廣鄉試第四十名舉人，十一年（1532年）中式壬辰科會試第二百三十三名，三甲第四名進士。戶部觀政，授行人司行人，歷升大理寺副、刑部員外郎、戶部郎中，四十二年（1563年）卒。

## 家族
高祖劉訓，山西布政使司右參政；曾祖劉仲輢，崇德縣知縣；祖父劉璲，豐城縣知縣，贈都察院右僉都御史；父劉天和，兵部尚書。母王氏（封恭人）。具慶下。兄劉淞，弟劉溧、劉沐、劉灤。